# Rally Princesa de Asturias de 2018
El Rally Princesa de Asturias de 2018 fue la edición 55.ª, la séptima ronda del temporada 2018 del Campeonato de España de Rally. Se celebró entre el 14 y el 16 de septiembre y contó con un itinerario de doce tramos que sumaban un total de 172,73 km cronometrados. La lista de inscritos alcanzó la cifra de 82 participantes entre los que se encontraba Iván Ares, líder del campeonato por delante de Miguel Ángel Fuster y José Antonio Suárez segundo y tercero respectivamente. Destacó el regreso al nacional de asfalto de Daniel Alonso y Dani Solá.

## Itinerario
| Día   | Tramo | Nombre         | Distancia | Hora  | Ganador             | Tiempo  | Líder               |
| ----- | ----- | -------------- | --------- | ----- | ------------------- | ------- | ------------------- |
| Día 1 | TC1   | Candamo 1      | 15.92 km  | 15:22 | José Antonio Suárez | 9:25.6  | José Antonio Suárez |
| Día 1 | TC2   | Llanera 1      | 15.88 km  | 16:11 | José Antonio Suárez | 10:13.8 | José Antonio Suárez |
| Día 1 | TC3   | Candamo 2      | 15.92 km  | 18:48 | Iván Ares           | 9:24.6  | José Antonio Suárez |
| Día 1 | TC4   | Llanera 2      | 15.88 km  | 19:37 | José Antonio Suárez | 10:11.5 | José Antonio Suárez |
| Día 2 | TC5   | Siero 1        | 15.53 km  | 08:33 | José Antonio Suárez | 8:52.0  | José Antonio Suárez |
| Día 2 | TC6   | Villaviciosa 1 | 14.80 km  | 09:25 | José Antonio Suárez | 9:27.4  | José Antonio Suárez |
| Día 2 | TC7   | Colunga        | 15.01 km  | 10:01 | José Antonio Suárez | 9:41.4  | José Antonio Suárez |
| Día 2 | TC8   | La Estrecha 1  | 15.10 km  | 10:47 | José Antonio Suárez | 9:58.3  | José Antonio Suárez |
| Día 2 | TC9   | Siero 2        | 15.53 km  | 14:01 | Iván Ares           | 8:52.4  | José Antonio Suárez |
| Día 2 | TC10  | Villaviciosa 2 | 14.80 km  | 14:53 | José Antonio Suárez | 9:26.4  | José Antonio Suárez |
| Día 2 | TC11  | La Estrecha 2  | 15.10 km  | 16:25 | Dani Solà           | 9:56.2  | José Antonio Suárez |
| Día 2 | TC12  | Oviedo         | 3.26 km   | 17:45 | Surhayen Pernía     | 2:33.6  | José Antonio Suárez |

## Clasificación final
| Pos. | Piloto                | Copiloto            | Automóvil      | Tiempo    | Diferencia |
| ---- | --------------------- | ------------------- | -------------- | --------- | ---------- |
| 1.   | José Antonio Suárez   | Cándido Carrera     | Hyundai i20 R5 | 1:48:12.1 | 0.0        |
| 2.   | Iván Ares             | José Antonio Pintor | Hyundai i20 R5 | 1:48:44.9 | +32.8      |
| 3.   | Dani Solà             | Marc Martí          | Škoda Fabia R5 | 1:49:49.6 | +1:37.5    |
| 4.   | Óscar Palacio         | Enrique Velasco     | Ford Fiesta R5 | 1:50:50.4 | +2:38.3    |
| 5.   | Surhayen Pernía       | Rogelio Peñate      | Hyundai i20 R5 | 1:51:09.2 | +2:57.1    |
| 6.   | Jonathan Pérez Suárez | René Rúa            | Ford Fiesta R5 | 1:54:03.8 | +5:51.7    |
| 7.   | Efrén Llarena         | Sara Ferández       | Peugeot 308 N5 | 1:54:20.1 | +6:08.0    |
| 8.   | Daniel Alonso         | Salvador Belzunces  | Ford Fiesta R5 | 1:55:51.1 | +7:39.0    |
| 9.   | Jan Solans            | Mauro Barreriro     | Peugeot 208 R2 | 1:56:23.3 | +8:11.2    |
| 10.  | Diogo Gago            | Miguel Ramalho      | Peugeot 208 R2 | 1:56:32.7 | +8:20.6    |